# Tivela transversa
Tivela transversa је врста морских шкољки из рода Tivela, породице Veneridae, тзв, Венерине шкољке. Таксон се сматра прихваћеним.